# Robert Helenius
Robert "The Nordic Nightmare" Helenius (født 2. januar 1984 i Stockholm) er en finsk professionel sværvægtsbokser. Som en amatør, vandt han sølv ved EM i 2006 supersværvægt. Helenius vandt i 2010 den europæiske sværvægtstitlel da han besejrede Tony Gregory.
Han lev professionel for Tysklands Wilfried Sauerland i 2008. Han har en ren rekordliste med 15 sejre (10 KO). I 2009 slog han den tidligere britiske sværvægtmester Scott Gammer id og vandt over Taras Bidenko ved en 3. omgangs stopsejr. I januar 2010 vandt han over den tidligere WBO verdensmester Lamon Brewster ved TKO i 8. ogamng. Han vandt mod Gbenga Oloukun den 26. marts 2010 i Helsinki, Finland, på trods af at bræke en knogle i knoerne på sin højre hånd.
I august 2010 vandt Helenius, den ledige europæiske sværvægtstitel mod ubesejrede Gregory, Tony. Han forsvarede sin titel for første gang den 27. november i 2010 ved at vinde over Attila Levin med en teknisk knockout i anden omgang. I den korte kamp, vandt han også den ledige WBO Intercontinental titel. Den 2. april 2011, besejrede han Samuel Peter i niende omgang, med succes forsvarede sin WBO Intercontinental titel og vandt også den ledige WBA Intercontinental titel.